# المحلل الطيفي للأجرام الخافتة

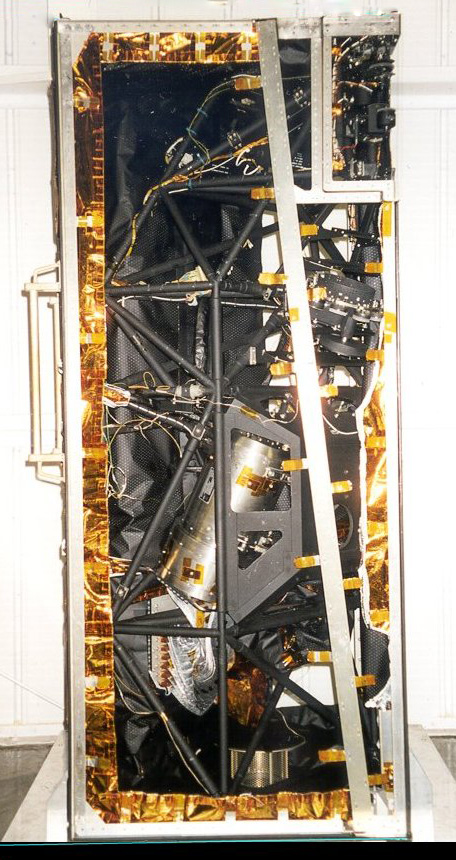
المحلل الطيفي للأجسام الخافتة، أُخذت هذه الصورة بعدما أُعيد الجهاز إلى الأرض

المحلل الطَّيفي للأجسام الخافتة (بالإنجليزية: Faint Object Spectrograph)‏ (FOS)، كان مطيافًا موجودًا في مرصد هابل الفضائي وقد استُبدل بالمحلل الطيفي التصويري للمقراب الفضائي في عام 1997. هو الآن معروض في متحف الطيران والفضاء الوطني في العاصمة واشنطن.

## اقرأ أيضاً
- مرسام الطيف

## روابط خارجية
- The Faint Object Spectrograph (FOS)
- ESA/Hubble Release about FOS
- FOS at ESA/Hubble